# Plein air (Casas)
|  | Aquest article tracta sobre el quadre de Ramon Casas. Si cerqueu el moviment artístic relatiu a la pintura «au plein air», vegeu «Plenairisme». |

Plein air (Aire lliure) és una pintura a l'oli realitzada per Ramon Casas el 1890 i actualment exposada al Museu Nacional d'Art de Catalunya de Barcelona.
Exhibida a l'Exposició General de Belles Arts de Barcelona del 1891, Casas havia pintat aquesta obra l'any abans a París. Ja hi és conformat l'estil d'aquesta etapa del pintor, amb llums molt tamisades i tènues que reflecteixen, tanmateix, la immediatesa de la pintura a ple aire i figures ben delimitades, però evanescents. Allò que més destaca en el quadre, amb el qual Casas va obtenir el primer èxit significatiu a Barcelona, és la seva complexa composició espacial: els tres termes de profunditat estan assenyalats per la línia trencada que uneix la cadira buida a primer pla, la figura femenina que seu arran del vetllador i la masculina al fons. Com en Degas, l'enquadrament acusa clares influències de la fotografia, i el motiu, amb la relació no explicada entre els dos personatges, resulta embolcallat en un halo misteriós i poètic, molt del gust d'una certa pintura final de segle a la qual Casas no fou estrany.
Plein air és una de les pintures més paradigmàtiques de Casas i una de les que millor il·lustren el canvi que aquest artista i Rusiñol van introduir en la pintura catalana de finals del segle xix. Encara que Casas va utilitzar, quant al tema, alguns elements de l'impressionisme –recordem en aquest sentit L'absenta (1876) de Degas, La prune (1878) de Manet o Bevedora (1889) de Toulouse-Lautrec, les protagonistes del qual són dones al costat de la taula d'un bar en actitud absent–, la seva pintura d'aquell moment està en la línia de la pintura naturalista francesa. També cal destacar que es tracta d'una escena que transcorre a l'aire lliure i que incorpora el paisatge urbà com a teló de fons. La composició d'aquesta escena fugaç es resol d'una manera atrevida, ja que els elements del quadre semblen ultrapassar els límits de la mateixa tela i el color està tractat gairebé monocromàticament en una harmonia de grisos que emboliquen l'escena d'una certa boirina que difumina els contorns.
És lògic, doncs, que aquest tipus de pintures, que a més plantegen una instantània fugaç l'argument de la qual ha de decidir la imaginació de l'espectador, entrés en conflicte amb el gust artístic que llavors imperava a Barcelona. Però, això no va impedir, afortunadament, que Plein air, que junt amb Interior i examen de consciència formava part de la Primera Exposició General de Belles Arts de Barcelona, realitzada el 1891, s'adquirís amb destinació a l'incipient Museu Municipal d'aquesta ciutat, inaugurat el mes de gener d'aquell mateix any.

## Exposicions rellevants
Llista incompleta d'exposicions rellevants:
- 2012- Bohèmes - París, Galeries nationales du grand Palais.[2]